# Julen Colinas
Julen Colinas Olaizola (San Sebastián, Guipúzcoa, 16 de abril de 1988) es un futbolista español. Juega en la posición de centrocampista y actualmente en el Formac Villarrubia Club de Fútbol.

## Trayectoria
Julen Colinas debutó en Segunda División B con tan solo 18 años con la elástica de la Real Sociedad B, manteniéndose en la disciplina donostiarra durante cuatro temporadas. En la campaña 2012/13 militaría en el Real Unión, para hacerlo en las dos siguientes en el Toledo.
La temporada 2015-16 recaló en el Lleida Esportiu, firmando por dos años. Julen Colinas es un extremo que destaca por su polivalencia y velocidad, mide 1,72 metros y pesa 65 kilos. Aunque su posición más habitual es la de extremo derecha, también puede actuar por la izquierda, en la mediapunta o incluso como falso delantero centro, siendo esa versatilidad una de sus mejores virtudes.
En agosto de 2016, tras militar en el Lleida Esportiu en la temporada anterior, se compromete por tres años con la Cultural y Deportiva Leonesa.

## Clubes
| Club                       | País   | Año       |
| -------------------------- | ------ | --------- |
| Real Sociedad B            | España | 2010-2012 |
| Real Unión Club (Cedido)   | España | 2012-2013 |
| Real Sociedad B            | España | 2013      |
| CD Toledo                  | España | 2013-2015 |
| Lleida Esportiu            | España | 2015-2016 |
| Cultural Leonesa           | España | 2016-2018 |
| UCAM Murcia Club de Fútbol | España | 2018-2019 |
| Mohun Bagan AC             | India  | 2019      |